# Deopalpus trinitatis
Deopalpus trinitatis là một loài ruồi trong họ Tachinidae.